# Tony Kanal
Tony Ashwin Kanal (Kingsbury, Londres, Reino Unido, 27 de agosto de 1970) é um baixista e tecladista norte-americano. Sua família, originária da Índia, mudou-se para os Estados Unidos onde criou a loja Kanal's Gifts and Fashion. Tony faz parte da banda No Doubt e produziu o primeiro álbum do cantor de reggae Elan Atias, Together as One e a da sua colega dos No Doubt, a vocalista Gwen Stefani, entre outros.
Tony tocou no Hollywood Bowl a Música Castle of Glass junto com a banda Linkin Park no tributo a Chester Bennington 